# Bruno Todeschini

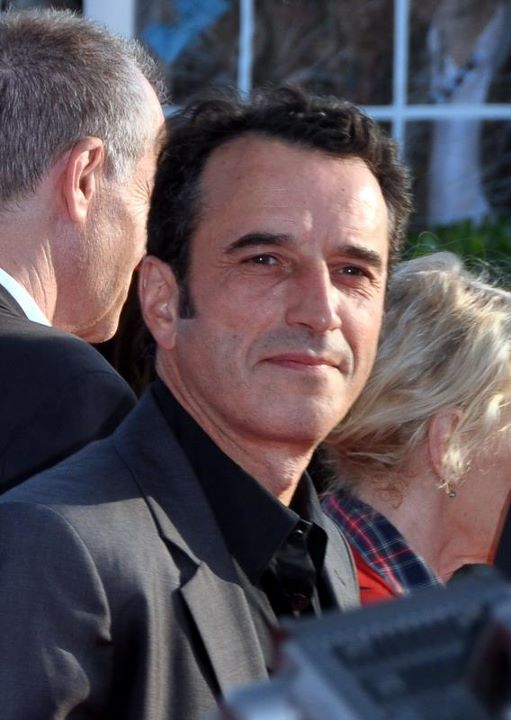
Bruno Todeschini (2011)

Bruno Todeschini (* 19. September 1962 in Neuenburg NE, Schweiz) ist ein Schweizer Schauspieler.

## Biografie
Bruno Todeschini studierte Schauspiel an der École supérieure d'art dramatique in Genf und spielte ab 1986 anschließend Theater am Théâtre des Amandiers in Nanterre, einem Vorort von Paris. Noch im selben Jahr spielte er eine kleine Rolle in Robert Hosseins Drama Le caviar rouge. International sah man ihn zum ersten Mal in dem 1992 erschienenen und von Arnaud Desplechin inszenierten Thriller Die Wache als William an der Seite von Emmanuel Salinger und Emmanuelle Devos auf der Leinwand. Für seine Darstellung des todkranken Thomas in Patrice Chéreaus Drama Sein Bruder wurde Todeschini sowohl für den französischen Filmpreis César 2004 als Bester Hauptdarsteller als auch für den Europäischen Filmpreis als Bester Darsteller nominiert.
Todeschini ist mit der französischen Schauspielerin Sophie Broustal, mit der er seit 2006 ein gemeinsames Kind hat, verheiratet.

## Filmografie (Auswahl)
- 1986: Le caviar rouge
- 1992: Die Wache (La sentinelle)
- 1993: Bittere Wahrheit (Mensonge)
- 1993: Meine liebste Jahreszeit (Ma saison préférée)
- 1993: Fanfan & Alexandre (Fanfan)
- 1993: Paare und Geliebte (Couples et amants)
- 1993: Julie Lescaut (Fernsehserie, 1 Folge)
- 1994: Die Bartholomäusnacht (La reine Margot)
- 1995: Der blinde Passagier (Le passager clandestin)
- 1995: Die Stimme des Blutes (L’enfant en héritage)
- 1995: Vorsicht: Zerbrechlich! (Haut bas fragile)
- 1997: Dem Tod auf der Spur (Territorio Comanche)
- 1998: Wer mich liebt, nimmt den Zug (Ceux qui m’aiment prendront le train)
- 2000: Code: unbekannt (Code inconnu: Récit incomplet de divers voyages)
- 2000: Liebeslust und Freiheit (Le libertin)
- 2000: Wenn wir erwachsen sind (Quand on sera grand)
- 2001: Mit all meiner Liebe (Avec tout mon amour)
- 2001: Va Savoir (Va savoir)
- 2002: Eine ganz private Affäre (Une affaire privée)
- 2002: Olgas Sommer (L’été d’Olga)
- 2003: Sein Bruder (Son frère)
- 2004: Der letzte Tag (Le dernier jour)
- 2005: Ein perfektes Paar (Un couple parfait)
- 2005: Ich darf nicht schlafen (Une aventure)
- 2005: Mein kleines Jerusalem (La petite Jérusalem)
- 2005: Netter geht’s nicht (Gentille)
- 2006: Sieben Jahre (7 ans)
- 2006: Agatha Christie: Einladung zum Mord (Petits meurtres en famille)
- 2007: Die Qual der Wahl (Poison d’avril)
- 2007: Ein Tag (1 journée)
- 2008: Diese Nacht (Nuit de chien)
- 2009: In einem anderen Licht (Sous un autre jour)
- 2009: Lourdes
- 2009: Tod in der Zeitschleife (Hors du temps)
- 2010: Orly
- 2011: Nathalie küsst (La délicatesse)
- 2011: Die Taube (L’oiseau)
- 2012: Um Bank und Kragen (Bankable)
- 2013: Odysseus (TV-Serie)
- 2013: Gestrandet (Les déferlantes)
- 2015: Papa Lumière
- 2016: Sieben Tage voller Leidenschaft (Sette Giorni)
- 2016: Nicolas Le Floch (Fernsehserie, 1 Folge)
- 2016: La propera pell
- 2017: Die Neiderin (Jalouse)
- 2017: Private Banking
- 2018: Für meinen Glauben (Dévoilées)
- 2019: Camille
- 2019: L’État sauvage
- 2022: Frieden, Liebe und Death Metal (Un año, una noche)

## Auszeichnung (Auswahl)
- 2003: Nominierung für den Europäischen Filmpreis als Bester Darsteller für Sein Bruder
- 2004: Prix Lumières als Bester Darsteller für Sein Bruder
- 2004: Nominierung für den César als Bester Hauptdarsteller für Sein Bruder
- 2008: Nominierung für den Schweizer Filmpreis als Bester Darsteller für Ein Tag